# 제임스 브라운
제임스 조지프 브라운(영어: James Joseph Brown, 1933년 5월 3일~2006년 12월 25일)은 미국의 R&B, 소울 싱어송라이터이자 댄서이다. 20세기의 가장 영향력 있는 실력파 가수 중 한 명이며, "'소울 뮤직의 대부'"라 불린다. 그는 아프리카 리듬의 음악을 주로 했으며, 1960년대와 70년대, 80년대의 음악에 이르기까지 많은 영향력을 끼쳤다. 2006년 12월 25일 성탄절에 폐렴으로 인한 울혈성 심부전으로 사망했다. 미국 대중음악 전문지 《롤링 스톤》이 선정한 20세기 대중음악 사상 가장 영향력 있는 아티스트로 비틀즈와 밥 딜런의 뒤를 이어 3위에 올랐다.

## 생애
1933년 미국 사우스캐롤라이나주에서 아파치 인디언 혼혈인 아버지와 중국인 혼혈인 어머니 사이에서 태어났다. 4살 무렵 조지아주로 이주했으며 1944년 조지아주 레녹스 시어터에서 열린 음악 경연 대회에서 우승하며 노래 실력을 인정받았다. 1949년 자동차 절도 혐의로 수감된 후 1952년 가석방됐고, 이후 가스펠 그룹 에버 레디 가스펠 싱어즈, 알앤비 그룹 에이번스를 거치며 음악 활동을 이어 갔다. 에이번스는 이후 페이머스 플레임스로 이름을 바꿨다. 1956년 제임스 브라운은 그룹 제임스 브라운 위드 더 페이머스 플레임스로 첫 싱글 〈Please, Please, Please〉를 발표했다. 제임스 브라운과 그룹은 Try Me, Think I Want You So Bad 등으로 이름을 알렸다. 제임스 브라운과 그룹은 1960년대에 〈I've Got Money〉(1962), 〈Out Of Sight〉처럼 관악기와 리듬을 강조한 강한 알앤비를 선보였다. 이를 발단으로 1960년대 중반부터는 Papa's got a brand new bag, (I Got You (I Feel Good), Cold Sweat, It's a man's man's world, I got the feelin', Say it loud I'm black and l'm proud, Mother Popcorn 등으로 본격적인 펑크를 선보였다.
1968년 페이머스 플레임스의 해체 후 솔로로 활동하던 제임스 브라운은 1970년대 들어 또 다른 밴드 제이비스를 결성했다. 제이비스와 함께 Get Up (I Feel Like Being A) SexMachine, Get On The Good Foot 등으로 상업적인 성공을 달성했다. 1970년대 중반부터 인기가 하락하기 시작했다. 1980년대 후반 폭행, 불법 약물과 불법 무기 소지, 과속 등의 사건으로 수차례 수감됐다. 한 번은 세 번째 아내인 아드리엔을 폭행하는 혐의가 인정돼 교도소에 수감되기도 한다. 이후 슬럼프를 극복, 무대에 복귀에 성공한 브라운은 1992년 그래미 평생공로상을 수상, 소울의 대부로서의 입지를 확고히 다졌다.
2006년 12월 25일 브라운은 전날 폐렴 증세가 악화돼 조지아주 애틀란타의 에모리 크로포드 롱 병원에 입원했으나 이날 새벽 1시 45분 숨을 거뒀다고 그의 매니저인 프랭크 코프시다스가 밝혔다. 코프시다스는 이어 "브라운의 오랜 친구인 찰스 보비가 임종을 지켜봤다"고 덧붙였다. 그는 브라운의 가족들이 사망 사실을 확인했으나 사망 원인은 아직까지 확실히 명확히 밝혀지지 않고 있다고 전했다.

## 유산
빠른 템포의 그의 노래들은 믹 재거와 마이클 잭슨 등 많은 후배 가수들에게 영감을 불어넣어 줬으며 데이비드 보위의 노래 〈Fame〉, 프린스의 〈Kiss〉, 조지 클린턴의 〈Atomic Dog〉 등은 브라운의 리듬과 노래를 기초로 만들어진 것으로 알려져 있다. 많은 랩음악 가수들이 샘플링 기법으로 그의 음악을 자신들의 노래에 활용하는 등 지금까지도 후배 가수들에게 많은 영향을 미치고 있다. 그는 모두 세 차례 그래미상을 수상했다. 1965년에는 최우수 R&B 음반 부분에서, 1987년에는 최우수 R&B 보컬 남자 부문에서 그래미상을 받았고 1992년에는 그래미상 평생공로상을 수상했다. 또 1986년에는 엘비스 프레슬리, 척 베리 등과 함께 로큰롤 명예의 전달 첫 헌액자로 선정되기도 했다. 2000년에는 작곡가 명예의 전당에 헌액됐다.
제임스 브라운은 소울과 펑크의 대중화에 기여해 '갓파더 오브 소울'이라는 칭호를 들었다. 음반 제작과 공연에 두루 걸친 왕성한 활동으로 '하디스트 워킹 맨 인 쇼 비즈니스(The Hardest Working Man In Show Business)'라는 별명이 붙기도 했다. 무대에서 행하던 격렬한 스텝은 이후 스트리트 댄스, 특히 비보잉(b-boying)에 영감을 제공했다. 다수의 싱글이 수많은 힙합 노래에 차용됨으로써 힙합의 발전에도 큰 영향을 미쳤다. 퍼블릭 에너미의 래퍼 척 D는 "브라운은 단연 최고의 연주를 보여줬다"며 "오늘날까지 그 누구도 브라운의 펑크를 흉내조차 내지 못했다"고 평가했다. 브라운은 지난 2003년 AP통신과의 인터뷰에서 "디스코도 제임스 브라운, 힙합도 제임스 브라운, 랩도 제임스 브라운"이라고 농담하며 "모든 래퍼들의 음악을 들어보라. 그 가운데 90%는 내 음악이다"고 말하기도 했다.

## 음반 목록
- Please Please Please(1958)
- Try Me!(1959)
- Think!(1960)
- The Amazing James Brown(1961)
- James Brown and His Famous Flames Tour the U.S.A.(1962)
- Prisoner of Love(1963)
- Grits & Soul(1964)
- Out of Sight(1964)
- James Brown Plays James Brown Today & Yesterday(1965)
- Mighty Instrumentals(1966)
- James Brown Plays New Breed (The Boo-Ga-Loo)(1966)
- Handful of Soul(1966)
- James Brown Sings Raw Soul(1967)
- James Brown Plays the Real Thing(1967)
- Cold Sweat(1967)
- I Can't Stand Myself When You Touch Me(1968)
- I Got the Feelin'(1968)
- James Brown Plays Nothing But Soul(1968)
- Thinking About Little Willie John and a Few Nice Things(1968)
- Say It Loud – I'm Black and I'm Proud(1969)
- Gettin' Down to It(1969)
- The Popcorn(1969)
- It's a Mother(1969)
- Ain't It Funky(1970)
- Soul on Top(1970)
- It's a New Day – Let a Man Come In(1970)
- Hey America(1970)
- Sho Is Funky Down Here(1971)
- Hot Pants(1971)
- There It Is(1972)
- Get on the Good Foot(1972)
- Black Caesar(1973)
- Slaughter's Big Rip-Off(1973)
- The Payback(1973)
- Hell(1974)
- Reality(1974)
- Sex Machine Today(1975)
- Everybody's Doin' the Hustle & Dead on the Double Bump(1975)
- Hot(1976)
- Get Up Offa That Thing(1976)
- Bodyheat(1976)
- Mutha's Nature(1977)
- Jam 1980's(1978)
- Take a Look at Those Cakes(1978)
- The Original Disco Man(1979)
- People(1980)
- Soul Syndrome(1980)
- Nonstop!(1981)
- Bring It On!(1983)
- Gravity(1986)
- I'm Real(1988)
- Love Over-Due(1991)
- Universal James(1992)
- I'm Back(1998)
- The Next Step(2002)

## 출연 작품
- 턱시도(2002)
- 언더커버 브라더(2002)
- BMW 단편 프로젝트 - 비트 더 데블(2002)
- 글래스톤베리(2006) - 본인 역
- 소울 파워(2008)